# Lugaid V Sriab nDerg
Lugaid V Sriab nDerg („z Czerwonymi Kołami”) lub Lugaid V Riab nDerg („z Czerwonymi Pasami”) – legendarny zwierzchni król Irlandii z dynastii Milezjan (linia Eremona) w latach 65-73 p.n.e., postać występująca w cyklu ulsterskim, wnuk zwierzchniego króla Irlandii Eochaida IX Feidlecha („Solidnego”), brat mleczny (czasami przybrany syn) herosa Cúchulainna.

## Poczęcie
Bres, Lothar i Nar, synowie arcykróla Eochaida IX Feidlecha, zwani Finemnas, postanowili obalić swego ojca w bitwie pod Druimm Criaich. Siostra Clothra obawiając się, że bracia mogliby zginąć bezpotomnie, uwiodła ich w noc przed bitwą. Następnego dnia wszyscy bracia zginęli w bitwie. Po dziewięciu miesiącach Clothra, będąc w ciąży, urodziła syna Lugaida Sriab nDerga. Jego przydomek pochodził z dwu czerwonych pasów dookoła jego szyi i talii, które dzieliły go na trzy części; powyżej szyi miał być podobny do Nara, od szyi do talii do Bresa, a od talii w dół do Lothara. Inna wersja mówi, że czerwone pasy były bojowymi bliznami. Niektóre źródła uściślają imię ojca. Podają, że był nim Bres Finemnas.

## Rządy
Są rozbieżności w źródłach, co do jego rządów w Irlandii. „Księga najazdów Irlandii” (Lebor Gabála Érenn) podała, że doszedł do władzy po pięcioletnim bezkrólewiu, następującym po śmierci arcykróla Conaire’a I Mora. Zaś Roczniki Czterech Mistrzów podały, że interregnum trwało sześć lat. Jego przybrany ojciec, heros ulsterski Cúchulainn, rozdzielił kamień Lia Fáil (kamień koronacyjny w Tarze, który ryczał, gdy prawny król stanął lub usiadł na nim) swym mieczem, kiedy nie zaryczył pod Lugaidem. Źródła podają, że panował dwadzieścia, dwadzieścia pięć lub dwadzieścia sześć. Jednak Flann poinformował, że Lugaid zmarł w piątym roku cesarza rzymskiego Wespazjana. W jego czasach powstały jeziora Loch nEchach, (sadzawka uryny) koło Liath Muine, Loch Rib koło Maga nAirbthen oraz doszło do pożaru Rzymu.

## Małżeństwo
Najlepiej został zapamiętany ze swego tragicznego małżeństwa z Derbforgaill, córką króla Lochlainn (ob. Norwegia). Ta będąc zakochana w Cúchulainnie, przyleciała ze służebnicą do Irlandii w postaci łabędzia. Cúchulainn i Lugaid byli w tym czasie nad jeziorem Loch Cuan (ob. Jezioro Strangford). Cúchulainn rzucił kamieniem z procy, który przebił jej macicę. Dwie kobiety spadły na plażę w postaci ludzkiej. Cúchulainn uratował jej życie przez ssanie zakrwawionego kamienia. Derbforgaill zadeklarowała mu swą miłość, ale heros nie mógł jej poślubić z powodu skosztowania jej krwi. Cúchulainn postanowił dać księżniczkę Lugaidowi, który poślubił ją.
Pewnego zimowego dnia mężczyźni Ulsteru wykonali słupy ze śniegu, by kobiety współzawodniczyły ze sobą o ich względy. Miały one sikać jak najgłębiej przez słup śniegu. Derbforgaill wygrała, bowiem jej uryna osiągnęła grunt. Kobiety, będąc zazdrosne, zaatakowały i okaleczyły ją, wydłubując oczy, odcinając nos, uszy oraz włosy. Lugaid widząc, że śnieg na dachu jej domu nie stopniał, zrozumiał, że żona była bliska śmierci. Wraz z Cúchulainnem pognał do domu, ale Derbforgaill zmarła niebawem po ich przybyciu. Z tego powodu Lugaid zmarł z żalu. Cúchulainn postanowił pomścić ich śmierć przez zburzenie domu z kobietami wewnątrz, zabijając 150 z nich. Lugaid z żoną mieli syna Crimthanna Niadnaira, przyszłego zwierzchniego króla Irlandii.

## Alternatywna wersja
Współcześni komentatorzy uważają Lugaida za wymyślonego, celem wypełnienia cyklu ulsterskiego. Bowiem jego aspekty charakteru zostały zapożyczone od innych Lugaidów, np. Lugaida Réoderga. Podają w wątpliwość jego rządy nad Irlandią. Kroniki rejestrują, że został zabity przez Trzy Czerwone Głowy z Leinsteru, oczywisty wynalazek sprzeciwiający się trzem Finnom („Białym”, „Sprawiedliwym”) którzy spłodzili go.